# Wilhelm Falley
Wilhelm Falley (Metz, 25 september 1897 – Sainte-Mère-Église, 6 juni 1944) was de eerste Duitse luitenant-generaal die tijdens Operatie Overlord werd gedood. Hij was bevelhebber van de 91e Infanteriedivisie. De Amerikaanse luitenant Malcolm Brannen van de 82nd Airborne Division bracht Falley om het leven. Wilhelm stierf in de buurt van Sainte-Mère-Église, Normandië.

## Militaire loopbaan
- Leutnant der Reserve: 7 augustus 1915[2]
- Effectief Leutnant: 26 januari 1919[2]
- Oberleutnant: 31 juli 1925[2]
- Hauptmann: 1 maart 1932[2]
- Major: 1 april 1936[2]
- Oberstleutnant: 1 augustus 1939[2]
- Oberst: 1 februari 1942[2]
- Generalmajor: 1 december 1943[2]
- Generalleutnant: 1 mei 1944[2]

## Decoraties
- Ridderkruis van het IJzeren Kruis (nr.692) op 26 november 1941 als Oberstleutnant en Commandant van het Infanterie-Regiments 4[1][3][2]
- Duitse Kruis in goud op 20 januari 1944 als Generalmajor en Commandant van de 246e Infanteriedivisie[1][4][2]
- IJzeren Kruis 1914, 1e Klasse[2] en 2e Klasse[2]
- Hanseatenkruis Hamburg[5][2]
- Erekruis voor Frontstrijders in de Wereldoorlog[1][2]
- Dienstonderscheiding van Leger en Marine (Duitsland) voor (25 dienstjaren)[1][2]
- Medaille ter Herinnering aan de 13e Maart 1938
- Anschlussmedaille met gesp „Prager Burg“[1]
- Herhalingsgesp bij IJzeren Kruis 1939, 1e Klasse (23 juni 1941)[1][2] en 2e Klasse (26 juli 1940)[1][2]
- Storminsigne van de Infanterie in zilver op 26 augustus 1941[1][2]
- Medaille Winterschlacht im Osten 1941/42[1][2]
- Demjanskschild[1][2]
- Gewondeninsigne 1939 in zwart op 12 november 1943[1][2]